# Greenbickering
Greenbickering e un neologismo, sincrasi delle parole inglesi green (verde, colore dell'ecologismo) e bickering (battibetto, litigio), che viene tradotto come battibecco o litigio green. Identifica la pratica per la quale un’azienda può agire contro un competitor per concorrenza sleale laddove ritenga utilizzi impropriamente la leva della sostenibilità aziendale per migliorare il suo percepito verso il mercato e i consumatori e quindi per vendere di più.

## I battibecchi più frequenti
- Cambiamenti climatici: se siano reali, quali politiche applicare per affrontarli e quali soluzioni implementare.[2]
- Uso delle risorse: come vengono utilizzate le risorse della Terra come acqua, energia e materie prime in modo sostenibile.
- Innovazioni tecnologiche: quanto queste innovazioni possano contribuire alla riduzione dell’impatto ambientale o aggravarlo.
- Stile di vita: se piccoli cambiamenti nello stile di vita individuale possano fare la differenza o se la responsabilità dovrebbe ricadere maggiormente sulle grandi aziende e istituzioni.

## La prima sentenza in Italia
Alcantara S.p.A. ha presentato ricorso nei confronti di Miko Srl per aver diffuso messaggi che integrassero ipotesi di concorrenza sleale, mediante una comunicazione ingannevole. Questa è la prima ordinanza cautelare in Italia in tema di greenwashing, inteso come pubblicità non veritiera sulle pratiche sostenibili messe in atto dalle aziende. In particolare, il contenzioso tra Alcantara e Miko trae origine dalla richiesta della prima (Alcantara) al giudice civile di disporre l’inibitoria della diffusione di alcuni messaggi pubblicitari realizzati dalla seconda (Mirko), in quanto ingannevoli. Nell’accogliere il ricorso di Alcantara, il Tribunale di Gorizia ha enunciato il principio secondo cui costituisce pubblicità ingannevole quella nella quale un prodotto viene definito “naturale” e “amico dell’ambiente” in modo improprio perché non verificabile. Dal suddetto principio sembra plausibile far discendere la conseguenza che d’ora in poi, per essere lecita, la comunicazione ambientale dovrà essere circostanziata e oggettivamente verificabile, non essendo al contrario legittimi i claim vaghi, generici ed esorbitanti.